# Distretto di South Fly
Il distretto di South Fly, in inglese South Fly District, è un distretto della Papua Nuova Guinea appartenente alla Provincia Occidentale. Ha una superficie di 31.864 km² e 29.000 abitanti (stima nel 2000)